# Concho Andrade
Concepción "Concho" Andrade (Cocula, Jalisco, ¿1880?-1944) fue un músico y director musical mexicano de mariachi.

## Biografía
Concho Andrade tocó el guitarrón y la vihuela. Creó y dirigió al Mariachi de Concho Andrade, agrupación que dominó el gusto en el género del mariachi. Tanto Andrade como su compadre Cirilo Marmolejo con su Mariachi Coculense fueron pioneros en trasladar el género del mariachi de un entorno rural en Jalisco al gusto del público de la Ciudad de México. Andrade y sus músicos llegaron a la capital mexicana en 1923, alentados por los diputados de Jalisco Alfredo Romo e Ignacio Reynoso Solórzano, quienes vieron en la acción una manera de contrarrestar el poder político en la capital mexicana del entonces gobernador del estado de Jalisco, José Guadalupe Zuno. El mariachi de Andrade actuó en las posadas organizadas por Reynoso en la colonia San Rafael de la Ciudad de México para celebrar la renuncia de Zuno a la gubernatura. En dichos eventos Concho Andrade lograría más fechas para actuar en la capital, incluso en el Castillo de Chapultepec para el entonces presidente Plutarco Elías Calles.
La agrupación de Andrade fue la primera en ser la agrupación de base del principal sitio de mariachi en la Plaza Garibaldi, el Salón Tenampa. El comerciante y fundador del Tenampa, Juan I. Hernández, convenció a Andrade de que se quedara en la capital, y el músico realizó las gestiones con su hermano José María para definir qué músicos coculenses se quedarían a trabajar en la capital en el Tenampa. La popularidad del mariachi de Andrade lograría que en la época predominara el estilo de sones jaliscienses de Cocula. La popularidad de Andrade llevaría a que el funcionario Luis Rodríguez Sánchez trajera a la Ciudad de México a Cirilo Marmolejo y su Mariachi Coculense.
En esa época el grupo ya tenía incorporado el uso de la trompeta a la agrupación de mariachi, hecho confirmado por Miguel Martínez Domínguez.  El Mariachi de Concho Andrade realizó la primera transmisión de música de mariachi en la radio mexicana en 1925. Con el avance de estilos de interpretar como el del Mariachi Vargas de Tecalitlán, el estilo de Andrade caería en desuso. Andrade se convertiría en un "patriarca" de los músicos urbanos de mariachi de Garibaldi buscando su sindicalización.
Andrade falleció en 1944.